# تپه کرنوکر
تپه کرنوکر مربوط به عصر مس - سده‌های ۵ و ۶ ه.ق است و در شهرستان خرم‌آباد، بخش چغلوندی، دهستان بیرانوند جنوبی، ۴۰۰ متری جنوب غرب روستای کرنوکر واقع شده و این اثر در تاریخ ۲۸ اسفند ۱۳۸۵ با شمارهٔ ثبت ۱۸۵۵۰ به‌عنوان یکی از آثار ملی ایران به ثبت رسیده است.